# Domenico Riviera
Domenico Riviera (ur. 3 grudnia 1671 w Urbino, zm. 2 listopada 1752 w Rzymie) – włoski kardynał.

## Życiorys
Urodził się 3 grudnia 1671 roku w Urbino, jako syn Giovanniego Carla Riviery i Cinzii Pazzini. Studiował na Uniwersytecie w Urbino, gdzie uzyskał doktorat. Po studiach został klerykiem w rodzinnym mieście, a następnie wyjechał do Rzymu, gdzie wstąpił do służbę do Kurii Rzymskiej. W 1707 roku został skierowany na misję negocjacyjną z Eugeniuszem Sabaudzkim, która miała na celu zwrot Romanii Państwu Kościelnemu. Po sukcesie misji, powołano go do prowadzenia kolejnych negocjacji m.in. z Wiktorem Amadeuszem II. Następnie był kanonikiem bazyliki watykańskiej, referendarzem Najwyższego Trybunału Sygnatury Apostolskiej i prałatem Jego Świątobliwości. W latach 20. XVIII wieku, wraz z kardynałem Spinolą przebywał na misji dyplomatycznej, mającej rozsądzić spór o sukcesję korony Neapolu na rzecz Karola VI. 2 marca 1733 roku został kreowany kardynałem prezbiterem i otrzymał kościół tytularny Santi Quirico e Giulitta. 21 marca przyjął święcenia kapłańskie. Zajmował się sprawami sukcesji tronu polskiego, wielokrotnie odmawiając funkcji legata w Romanii. W 1735 roku został prefektem Kongregacji ds. Granic Państwa Kościelnego, a dwa lata później – prefektem Kongregacji Dobrego Rządu. Oba urzędy pełnił do śmierci, która nastąpiła 2 listopada 1752 roku w Rzymie.